# Кольмар-2
Кольма́р-2 (фр. Colmar-2) — кантон на северо-востоке Франции в регионе Гранд-Эст (бывший Эльзас — Шампань — Арденны — Лотарингия), департамент Верхний Рейн, округ Кольмар — Рибовилле. Кантон был образован 22 марта 2015 года, он включил в себя часть города Кольмар и ещё 13 коммун.

## История
Кантон Кольмар-2 — новая единица административно-территориального деления Франции (департамент Верхний Рейн, округ Кольмар — Рибовилле), созданная декретом от 21 февраля 2014 года. Новая норма административного деления вступила в силу на первых региональных (территориальных) выборах (новый тип выборов во Франции). Таким образом, единые территориальные выборы заменяют два вида голосования, существовавших до сих пор: региональные выборы и кантональные выборы (выборы генеральных советников). Первые выборы такого типа, на которых избирают одновременно и региональных советников (членов парламентов французских регионов) и генеральных советников (членов парламентов французских департаментов) состоялись в городе Кольмар 22 марта 2015 года. Эта дата официально считается датой создания нового кантона. Начиная с этих выборов, советники избираются по смешанной системе (мажоритарной и пропорциональной). Избиратели каждого кантона выбирают Совет департамента (новое название генерального Совета): двух советников разного пола. Этот новый механизм голосования потребовал перераспределения коммун по кантонам, количество которых в департаменте уменьшилось вдвое с округлением итоговой величины вверх до нечётного числа в соответствии с условиями минимального порога, определённого статьёй 4 закона от 17 мая 2013 года. В результате пересмотра общее количество кантонов департамента Верхний Рейн в 2015 году уменьшилось с 31-го до 17-ти.
Советники департаментов избираются сроком на 6 лет. Выборы территориальных и генеральных советников проводят по смешанной системе: 80 % мест распределяется по мажоритарной системе и 20 % — по пропорциональной системе на основе списка департаментов. В соответствии с действующей во Франции избирательной системой для победы на выборах кандидату в первом туре необходимо получить абсолютное большинство голосов (то есть больше половины голосов из числа не менее 25 % зарегистрированных избирателей). В случае, когда по результатам первого тура ни один кандидат не набирает абсолютного большинства голосов, проводится второй тур голосования. К участию во втором туре допускаются только те кандидаты, которые в первом туре получили поддержку не менее 12,5 % от зарегистрированных и проголосовавших «за» избирателей. При этом, для победы во втором туре выборов достаточно простого большинства (побеждает кандидат, набравший наибольшее число голосов).

## Состав кантона
Новый кантон в составе округа Кольмар — Рибовилле сформирован 22 марта 2015 года. По данным INSEE, кантон Кольмар-2 включает в себя часть коммуны Кольмар, Сент-Круа-ан-Плен — коммуну упразднённого кантона Кольмар-Сюд, и ещё 12 коммун упразднённого кантона Андольсайм. Численность населения — 49 309 человек (2012).
| Коммуна           | Французское название   | Площадь, км²                | Население, чел. (2012)            |
| ----------------- | ---------------------- | --------------------------- | --------------------------------- |
| Кольмар           | Colmar                 | Кантон: — ? (всего — 66,57) | В кантоне: 27 495 (всего: 67 257) |
| Андольсайм        | Andolsheim             | 11,6                        | 2240                              |
| Бишвир            | Bischwihr              | 3,23                        | 956                               |
| Виккершвир        | Wickerschwihr          | 2,25                        | 772                               |
| Орбур-Вир         | Horbourg-Wihr          | 9,42                        | 5243                              |
| Гасен             | Houssen                | 6,7                         | 1831                              |
| Хольцвир          | Holtzwihr              | 6,45                        | 1358                              |
| Грюссенайм        | Grussenheim            | 7,53                        | 788                               |
| Жебсайм           | Jebsheim               | 14,85                       | 1207                              |
| Мюнтсенайм        | Muntzenheim            | 6,48                        | 1118                              |
| Ридвир            | Riedwihr               | 3,04                        | 401                               |
| Сюндоффен         | Sundhoffen             | 12,75                       | 1928                              |
| Сент-Круа-ан-Плен | Sainte-Croix-en-Plaine | 25,77                       | 2794                              |
| Фортшвир          | Fortschwihr            | 4,78                        | 1178                              |